# پیت فنسون
پیت فنسون (انگلیسی: Pete Fenson؛ زادهٔ ۲۹ فوریهٔ ۱۹۶۸) ورزشکار کرلینگ، و اهالی کسب‌وکار اهل ایالات متحده آمریکا است.